# Trophée Vernon Pugh
Le Trophée Vernon Pugh est une des plus prestigieuses récompenses remise par l'International Rugby Board (IRB) pour services distingués. C'est une reconnaissance de la carrière comme joueur, entraîneur ou administrateur récompensant le dévouement d'un membre au développement du rugby à XV. Décerné en 2001 pour la première fois par l'IRB sous l'appellation Prix du Président de l'IRB (IRB Chairman's Award), le prix est renommé en 2004, en hommage posthume à l'ancien Président de l'IRB Vernon Pugh décédé d'un cancer en avril 2003.
Ce prix est considéré comme une des plus hautes distinctions du rugby à XV. 
Sa rareté d'attribution élève l'hommage de l'IRB à celui qui le reçoit.

## Palmarès
Hormis les deux premières années, il n'y a qu'un seul lauréat de cette récompense par an :
- 2001 : Kath McLean ( Nouvelle-Zélande), Sir Terry McLean ( Nouvelle-Zélande), Albert Ferrasse ( France) et John Eales ( Australie)
- 2002 : Bill McLaren ( Écosse) et George Pippos ( Australie)
- 2003 : Vernon Pugh  Pays de Galles
- 2004 : Ronnie Dawson  Irlande
- 2005 : Peter Crittle (en)  Australie
- 2006 : Brian Lochore  Nouvelle-Zélande
- 2007 : Jose Maria Epalza  Espagne
- 2008 : Sir Nicholas Shehadie  Australie
- 2009 : Noël Murphy  Irlande
- 2010 : Jean-Claude Baqué  France
- 2011 : Jock Hobbs  Nouvelle-Zélande
- 2012 : Viorel Morariu  Roumanie
- 2013 : Ian McIntosh  Afrique du Sud
- 2014 : Ray Williams  Pays de Galles
- 2015 : Nigel Starmer-Smith  Angleterre
- 2016 : Syd Millar  Irlande
- 2017 : Marcel Martin  France
- 2018 : Yoshirō Mori  Japon
- 2019 : Bernard Lapasset  France
- 2020 : non décerné
- 2021 : Jacques Laurans  France
- 2022 : Farah Palmer  Nouvelle-Zélande[3]
- 2023 : George Nijaradze  Géorgie[4]